# Kierikkala
Kierikkala est un quartier de Kotka en Finlande.

## Présentation
Kierikkala est situé dans la partie nord de l'île Kolkansaari, le long du bras Korkeakoskenhaara du fleuve Kymijoki et en bordure de Kuninkaantie, à l'ouest de Korkeakoski.
Kierikkala est un quartier de maisons individuelle, qui est bordé à l'ouest par la ligne de chemin de fer de Kotka, au nord et à l'est par Korkeakoskenhaara, et au sud par la zone d'Äijönvuori. 
La caserne de Karhula VPK est à Kierikka.

## Transports
Kierikkala est desservi par les bus :
- 7 Norskankatu-Korkeakoski-Karhula
- 7 Karhula-Korkeakoski-Koivula
- 19 Mussalo-Parikka-Laajakoski
- 13PA Karhula-Koivula-Keltakallio-Itäranta-Isännänraitti-Prisma
- 15PA	Leikari-Suulisniemi-Karhula-Korkeakoski-Karhuvuori-Kotka